# Ferrocarril en Malí

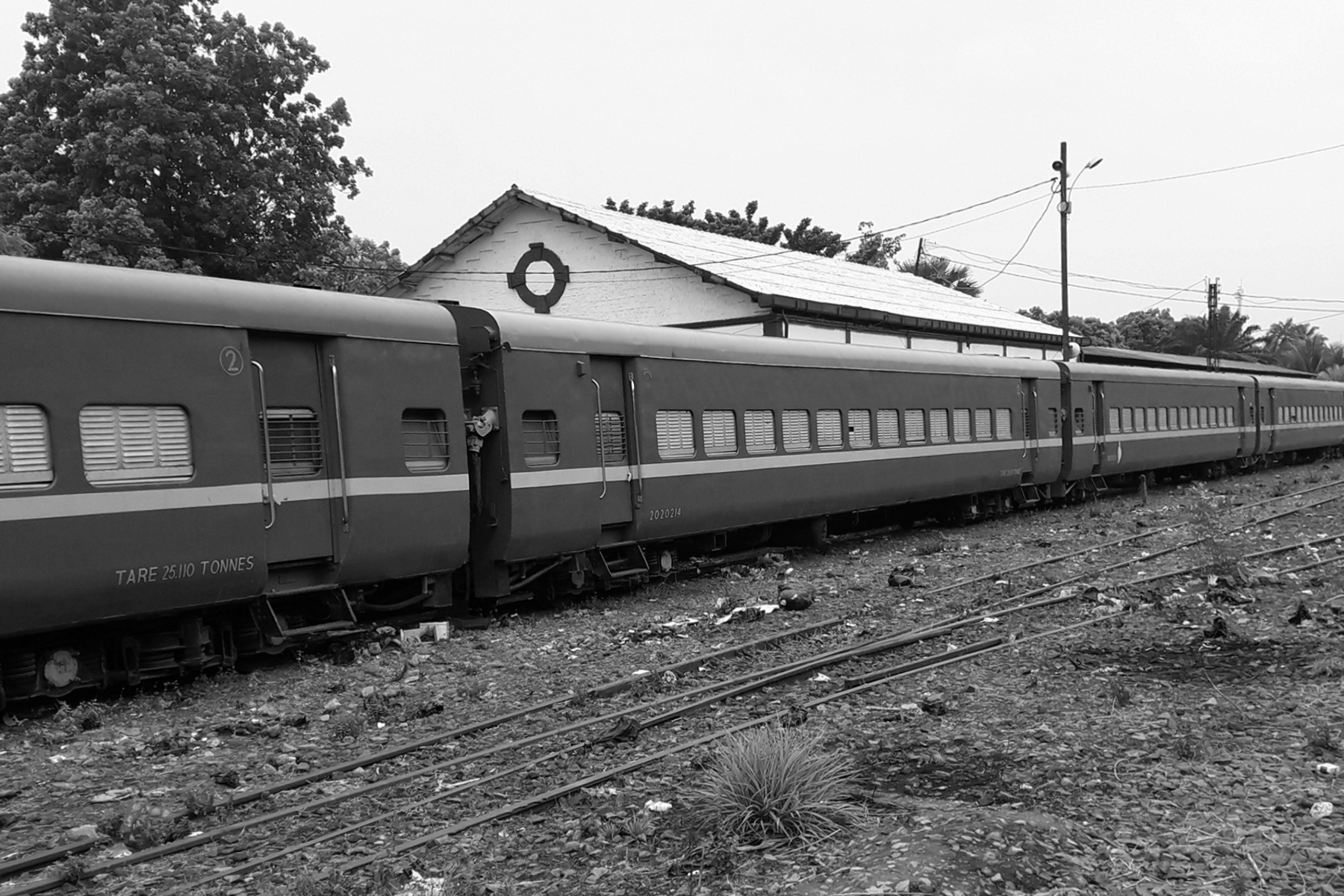
Tren en la estación de Bamako

Malí cuenta con una línea ferroviaria (el ferrocarril Dakar-Níger), de 729 kilómetros en Malí, que va desde el puerto de Koulikoro, pasando por Bamako, hasta la frontera con Senegal y continúa hasta Dakar. La línea Bamako-Dakar, que se ha calificado de ruinosa, era propiedad de una empresa conjunta creada por Malí y Senegal en 1995, con el objetivo final de privatizarla. En 2003, ambos países vendieron una concesión de 25 años para la explotación de la línea ferroviaria a una empresa canadiense, que se ha comprometido a mejorar los equipos y la infraestructura.
La parte maliense del ferrocarril transportó unas 536.000 toneladas de mercancías y 778.000 pasajeros en 1999. La vía está en mal estado y la línea se cierra con frecuencia durante la temporada de lluvias. La línea es potencialmente importante porque une a Malí, que no tiene salida al mar, con el puerto de Dakar, cada vez más interesante para las exportaciones malienses ante la interrupción del acceso a Abiyán (Costa de Marfil) como consecuencia del conflicto civil en ese país a partir de finales de 2002. A principios de la década de 2000, también estaba prevista la construcción de una nueva línea ferroviaria entre Bamako y Kouroussa y Kankan, en Guinea.
Desde 2013, los servicios de pasajeros en Malí se ofrecían tres días entre Bamako y Kayes vía Kati y Diamou.
El tramo de vía entre Bamako y Koulikoro lleva fuera de servicio al menos desde 2005, y las imágenes de satélite muestran numerosos desprendimientos de puentes y calzadas que habría que reparar antes de que volviera a ser navegable.

## Características técnicas
- Ancho de vía: 1.000 mm.
- Frenos: El ferrocarril utiliza frenos de vacío.[3]
- Acoples: Acopladores y cadena, europeos[4] (véase la locomotora CC2286).[5]
- Acoples: Noruegos para algunos vehículos de la India.
- Carga por eje de 15 toneladas.[6]

## Enlaces ferroviarios con países adyacentes
- Argelia - no - rotura potencial del ancho de vía 1.000 mm / 1.435 mm
- Níger - no hay ferrocarriles
- Burkina Faso - no - mismo ancho de vía 1.000 mm
- Côte d'Ivoire - no - mismo ancho de vía 1.000 mm
- Guinea - no - mismo ancho de vía 1.000 mm (también 1.435 mm)
- Senegal - sí - mismo gálibo 1.000 mm
- Mauritania - no - ruptura de gálibo 1.000 mm / 1.435 mm

## Mapas
- Mapa de Malí - ONU

## Transrail
El ferrocarril Dakar-Níger conecta Dakar (Senegal) con Kulikoró (Malí), y tiene estaciones en Thiès, Tambacounda, Kayes, Kita, Kati y Bamako.

## Ciudades y pueblos atendidos por el ferrocarril

### Existentes
- Kidira, frontera entre Senegal y Malí
- Kayes, Malí
- Diamou, Malí
- Kita, Malí
- Kati, Malí
- Bamako - capital nacional

### Cerradas
- Koulikoro - Antigua cabeza de ferrocarril y puerto fluvial.

## Gráficos
- «Malí - Ferrocarriles - Cuadros de Datos Históricos Anuales». www.indexmundi.com.